# Chalain-le-Comtal
Chalain-le-Comtal är en kommun i departementet Loire i regionen Auvergne-Rhône-Alpes i centrala Frankrike. Kommunen ligger i kantonen Montbrison som tillhör arrondissementet Montbrison. År 2022 hade Chalain-le-Comtal 740 invånare.

## Befolkningsutveckling
Antalet invånare i kommunen Chalain-le-Comtal
| Referens: INSEE |